# 鶯歌石列車溜逸事故
鶯歌列車溜逸事故（官方又稱鶯歌石事件）是一起在臺灣鶯歌發生於1918年6月21日晚間的列車溜逸事故，據文獻紀載共13人於事故中死亡。

## 概略
清代臺灣鐵路從臺北出發，原係經由新莊通往桃園，坡度較陡。後來臺灣總督府鐵道部決定變更路線，改經板橋、樹林、鶯歌再轉往桃園；雖然大幅減少坡度，但鶯歌一帶路線（西湖街至東鶯里間係平行今中山路）仍需由盆地爬升至台地，是途中坡度較大處。
大正七年（1918年）6月21日晚間，自台北站18:50發車之南下列車，於鶯歌往桃園途中，因車廂連結器斷裂而分離（當時之列車尚未安裝貫通氣軔設備），沿路線坡度下滑，造成6人當場死亡，重傷50餘人，輕傷百餘人。

## 事後
地方仕紳在中正二路之「萬善堂(大墓公)」設置石碑紀念。堂內安奉鐵道改築工程中，沿線無主先人之枯骨。當時在三峽鶯歌一帶行醫的劉清港（畫家李梅樹的胞兄）因協助救援傷者獲桃園廳當局頒贈賞狀。
臺灣總督府交通局鐵道部將事故調查報告呈報日本帝國議會，並將路線改為「盤山展線」，以繞路方式減緩坡度，原經今中山路的路線，改沿文化路、中正二路、八德路通往桃園，也是目前台鐵的路線。1922年，路線改建工事完成，鶯歌車站亦於該年5月16日遷至現址。